# 顫抖 (馬哈茂德和布蘭柯歌曲)
顫抖是義大利男歌手馬哈茂德和布蘭柯的歌曲，於2022年2月2日推出，由兩人和米開朗基羅共同創作。歌曲代表義大利參與2022年在意大利都灵舉辦的2022年欧洲歌唱大赛，最終以268分排名第六。

## 製作
顫抖由馬哈茂德、布蘭柯、米開朗基羅共同創作，兩人偶遇在米開朗基羅的工作室，由於天時地利人和，兩人萌生的合作念頭。這是首以鋼琴構成，有著民謠元素的抒情神遊舞曲，時長3分19秒，每分鐘123拍，以G大調創作。
兩位歌手用義大利語演唱，情感真摯的歌詞配上鬱鬱蔥蔥的管弦樂曲令人如痴如醉。全国公共广播电台的格倫·威爾登形容顫抖是首又愛又恨的歌曲，歌手彼此唱著「為什麼我們會這樣？為什麼我們不能好好在一起？」，追根究柢卻令人哀傷的面貌譜寫出混亂真誠的深情對唱。官方榜單公司描述到「兩位帥哥創作出一首沉思且令人印象深刻的中速失戀歌曲」，popbitch則稱歌曲聽起來就像林-曼努爾·米蘭達的作品。對於主題的選擇，馬哈茂德接受採訪表示，愛是很普遍的主題，也正是因為如此，它才能將我們團結一致。

## 歐洲歌唱大賽
按照慣例，歐洲歌唱大賽的義大利代表皆由聖雷莫音樂節產生。馬哈茂德曾參與2019年聖雷莫音樂節，並憑藉Soldi獲得冠軍，最終獲得2019年歐洲歌唱大賽亞軍。比賽於2022年2月1日至5日舉行，決賽當天兩人憑藉著顫抖拿下人口統計陪審團、媒體陪審團和觀眾票選第1，榮獲2022年聖雷莫音樂節冠軍，成為2022年歐洲歌唱大賽義大利代表。
決賽於2022年5月14日舉行，馬哈茂德和布蘭柯被安排在第9位演出，由於義大利為「五大國」，不須參與半決賽直接晉級，為符合比賽規定，兩人縮短歌曲時長以符合3分鐘時限。兩人最終以評審得分158分、觀眾得分110分，合計268分獲得2022年歐洲歌唱大賽第6名。

## 專業評價
本作評價兩極，《机密报》評選顫抖為本屆最佳，稱讚它是完美的國家門面，尤其是馬哈茂德演唱時的驚人音域令人讚嘆不已。Wiwibloggs根據內部評審團評價給予歌曲7.69/10，評審團表示歌曲簡單完美，很好地發揮兩人特長，即便你不懂義大利語，也能有所體悟。《每日雜誌報》則持相反意見，評論僅給予2/6分並表示高音令人難受，即便觀眾的大合唱也救不了。挪威廣播公司的一派編輯表示顫抖不僅是比賽上最好的歌曲之一，更是完美的民謠；另一派則稱歌曲平淡無味且令人厭煩。

## 排行和銷量認證
| 排行榜（2022年）                          | 排名 |
| ----------------------------------------- | ---- |
| 克羅埃西亞（克羅埃西亞電台榜）            | 21   |
| 歐洲（《告示牌》Euro Digital Song Sales） | 1    |
| 全球（Billboard Global 200）              | 15   |
| 希臘（國際唱片業協會希臘分會國際單曲榜）  | 28   |
| 冰島（Plötutíðindi）                      | 8    |
| 以色列（媒体森林）                        | 4    |
| 意大利（意大利音乐产业联盟）              | 1    |
| 立陶宛（AGATA）                           | 3    |
| 盧森堡（《告示牌》Luxembourg Songs）      | 11   |
| 葡萄牙（葡萄牙唱片業協會）                | 170  |
| 西班牙（西班牙音樂製作協會）              | 95   |
| 瑞典（瑞典最熱榜）                        | 59   |
| 瑞士（瑞士热门音乐榜）                    | 1    |
| 英國（官方榜单公司下載榜）                | 65   |

| 排行榜（2022年）             | 排名 |
| ---------------------------- | ---- |
| 意大利（意大利音乐产业联盟） | 1    |
| 瑞士（瑞士熱門音樂榜）       | 79   |

| 國家或地區                   | 認證    | 認證單位/銷量 |
| ---------------------------- | ------- | ------------- |
| 義大利（意大利音乐产业联盟） | 6× 白金 | 600,000‡      |
| ‡僅含認證的串流媒體+實際銷量 |         |               |